# تارا جين أونيل
تارا جين أونيل (بالإنجليزية: Tara Jane O'Neil)‏ هي موسيقية أمريكية، ولدت في 22 نوفمبر 1972.

## وصلات خارجية
- الموقع الرسمي
- تارا جين أونيل على موقع ميوزك برينز (الإنجليزية)
- تارا جين أونيل على موقع أول ميوزيك (الإنجليزية)
- تارا جين أونيل على موقع ديسكوغز (الإنجليزية)